# 武卡什·库琴斯基
武卡什·库琴斯基（波蘭語：Łukasz Kuczyński，1999年6月23日—），波兰男子短道速滑运动员，2023年欧洲短道速滑锦标赛男子5000米接力铜牌得主、2024年欧洲短道速滑锦标赛混合2000米接力银牌得主和男子5000米接力铜牌得主、2024年世界短道速滑锦标赛男子5000米接力铜牌得主。